# Date obolum Belisario

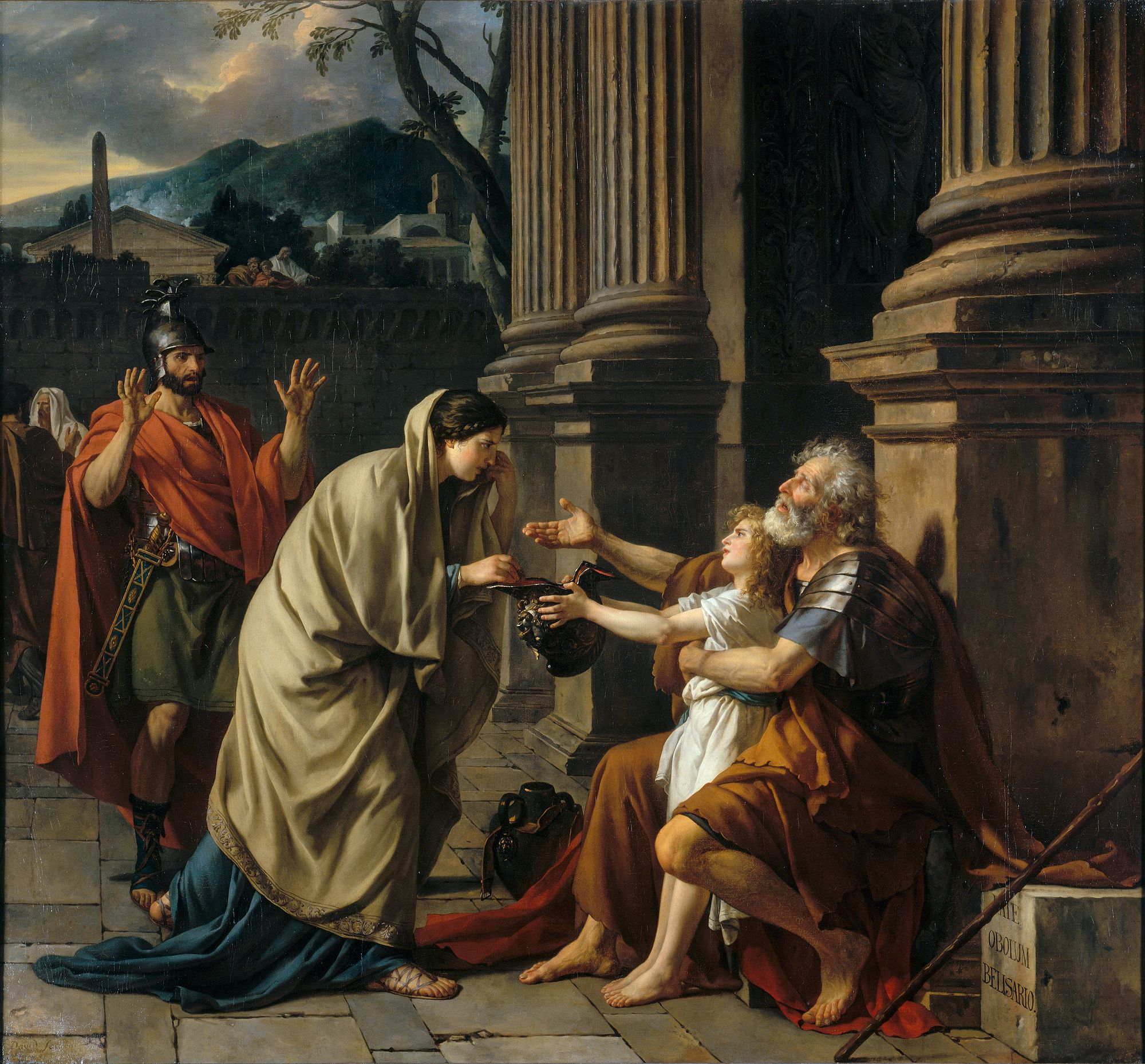
Jacques-Louis David, Belisario chiede l'elemosina, 1781, Palais des Beaux-Arts de Lille

Date obolum Belisario: la frase latina, tradotta letteralmente, significa "fate l'elemosina a Belisario".
Si tratta di una frase celebre che, se da un lato ha il sapore della leggenda, come ritengono i critici, riguardo al grande generale bizantino su cui si abbatterono la sorte o l'invidia dell'imperatore, dall'altro però racchiude nella sua brevità una ricchezza di insegnamenti morali - come la caducità della gloria, l'ingratitudine dimostrata dai potenti verso i loro servitori, o ancora l'attenzione che va sempre prestata a chi viene perseguitato dalla sfortuna - su cui si basano la sua fama e popolarità, soprattutto nel Medioevo.